# Hieracium peccense
Hieracium peccense là một loài thực vật có hoa trong họ Cúc. Loài này được (W.R.Linton) P.D.Sell mô tả khoa học đầu tiên năm 2006.